# 7800° Fahrenheit
A 7800° Fahrenheit vagy 7800 Degrees Fahrenheit a Bon Jovi második albuma. 1985 áprilisában jelent meg.
Az énekes, Jon Bon Jovi elmagyarázta, hogy az album címe arra a hőfokra vonatkozik, ahol a kő cseppfolyóssá válik; mivel a Fahrenheitet általában csak Amerikában használják, ezért a 7800° Fahrenheit az amerikai hot rockra emlékeztet. (7800° Fahrenheit ≈ 4315° Celsius.)
Hozzávetőlegesen több mint 2 millió példányban kelt el. Az In and Out of Love és Only Lonely című számok helyezést értek el a Billboard Hot 100-on – bár egyik sem jutott magasabbra, mint az előző albumon szereplő Runaway, amely a Top 40-be került – és időnként még adják az amerikai AOR és hard rock dalokat játszó rádióállomásokon.
Jon Bon Jovi úgy nyilatkozott az albumról, hogy „jobbnak kellett volna lennie”, ennek ellenére egyes rajongók közt kultikus jelentőségű, mert az együttes nem játssza az ezen az albumon szereplő számokat, és se a rajongók nagy része, se az együttes tagjai körében nem örvend nagy népszerűségnek.
Ezen az egy albumon van olyan szám – a Secret Dreams – melynek dalszövege megírásában segített az együttes dobosa, Tico Torres.

## Az album számai
1. In and Out of Love – (Bon Jovi) – 4:26
2. The Price of Love – (Bon Jovi) – 4:14
3. Only Lonely – (Bon Jovi, David Bryan) – 5:02
4. King of the Mountain – (Bon Jovi, Sambora) – 3:54
5. Silent Night – (Bon Jovi) – 5:08
6. Tokyo Road – (Bon Jovi, Sambora) – 5:42
7. The Hardest Part Is the Night – (Bon Jovi, Bryan, Sambora) – 4:25
8. Always Run to You – (Bon Jovi, Sambora) – 5:00
9. (I Don’t Wanna Fall) To the Fire – (Bon Jovi, Bryan, Sambora) – 4:28
10. Secret Dreams – (Bon Jovi, Sambora, Torres, Grabowski) – 4:54

## Közreműködők
- Jon Bon Jovi – ének, gitár
- David Bryan – billentyűs hangszerek, háttérének
- Richie Sambora – gitár, háttérének
- Alec John Such – basszusgitár, háttérének
- Tico Torres – dob, ütőhangszerek, háttérének
- Larry Alexander – technikus
- Phil Hoffer – háttérének
- Tom Mandel (zenész) – szintetizátor
- Obie O'Brien – technikus
- Jim Salamone – programozás
- Bill Scheniman – technikus